# Ida Jenbach
Ida Jenbach, gebürtige Ida Jakobovits, (* 4. Juni 1868 in Miskolc, Österreich-Ungarn; † zwischen 1941 und 1943 in Minsk, Sowjetunion) war eine österreichische Schauspielerin, Drehbuchautorin und Journalistin.

## Leben
Ida Jenbach besuchte das Konservatorium der Gesellschaft der Musikfreunde in Wien, wo sie sich zur Schauspielerin ausbilden ließ. 1888 gab sie ihr Debüt in Mannheim. Weitere Engagements führten sie nach Kronstadt, München, Salzburg und Wien. Sie betätigte sich auch journalistisch unter anderem als Auslandskorrespondentin.
Als Filmkritikerin kam sie mit der Kinematographie in Kontakt. Die Wiener Kunstfilm verpflichtete sie in den 1910er-Jahren als Dramaturgin. Seit 1919 verfasste sie Drehbücher. Sie adaptierte unter anderem Ludwig Anzengrubers Der Pfarrer von Kirchfeld, schrieb Dramen, Melodramen und Komödien.
Ihre wohl bedeutendste Arbeit dürfte die Adaption von Hugo Bettauers Roman Die Stadt ohne Juden sein. Der gegen Antisemitismus gerichtete österreichische Film, der die Romanvorlage zuspitzte, verursachte einen Skandal, da er die Hetze antisemitischer Kreise auf sich zog.
Jenbach schrieb danach vorwiegend für deutsche Filmproduktionsfirmen. Nach der Machtübernahme der Nationalsozialisten im Jahr 1933 kehrte sie nach Wien zurück, wo sie ab 1934 hauptsächlich im journalistischen Bereich tätig war. Ende November 1941 wurde sie in das Ghetto von Minsk deportiert, wo sie vermutlich auch umkam.

## Filmografie (Drehbuch)
- 1918: Frauenehre (Kurzfilm)
- 1919: Else vom Erlenhof (Kurzfilm)
- 1921: Das Drama in den Dolomiten (Kurzfilm)
- 1922: Oh, du lieber Augustin
- 1923: Lieb’ mich und die Welt ist mein
- 1924: Strandgut
- 1924: Die Stadt ohne Juden
- 1926: Pat und Patachon als Schwiegersöhne
- 1926: Der Pfarrer von Kirchfeld
- 1927: Die Familie ohne Moral
- 1927: Der Feldmarschall
- 1927: Alles will zum Film
- 1928: Das Geheimnis der Villa Saxenburg (Die weiße Sonate)
- 1928: Hoch vom Dachstein
- 1928: Die lustigen Vagabunden
- 1930: Die Csikosbaroness
- 1931: Wenn die Soldaten...
- 1931: Opernredoute
- 1934: Der Herr ohne Wohnung